# روابط آمریکا و عراق در طول جنگ ایران و عراق

دیدار دونالد رامسفلد با صدام حسین در جریان جنگ ایران و عراق در تاریخ ۲۰ دسامبر ۱۹۸۳ در جهت ادامه روابط دوستانه دو کشور و ارسال تجهیزات به عراق

کمک‌های آمریکا به عراق در جنگ با ایران به مجموعه کمک‌های اطلاعاتی و نظامی گفته می‌شود که ایالات متحده آمریکا در جهت جلوگیری از صدور انقلاب ۱۳۵۷ و شکست نخوردن صدام حسین
در مقابل جمهوری اسلامی ایران به وی اعطا کرده بود. این کمک‌ها از سال ۱۹۸۰ شروع شده بود. این کمک‌ها غالباً شامل اطلاعات محرمانه از درون مرزهای ایران، تا کمک‌های مستقیم تسلیحاتی و فروش تکنولوژی‌های پیشرفتهٔ نظامی را شامل می‌شود. این کمک‌ها شامل اطلاعات ماهواره‌ای و تسلیحاتی به عراق در طول جنگ بوده‌اند. آمریکا به‌طور موازی از ایران نیز حمایت می‌کرد.
این کمک‌ها در مقاطعی، حتی با وجود اطلاع آمریکا از قصد عراق برای استفاده از تسلیحات شیمیایی علیه نیروهای ایرانی انجام می‌گرفت. بسیاری از ایرانیان بر این باورند که آمریکا نقشی «محرک» و «تشویق‌کننده» در حمله صدام به ایران و آغاز جنگ داشته‌است. در نهایت در آخرین سال جنگ، نیروی دریایی آمریکا در خلیج فارس به منظور حفاظت از منافع خود و کشورهای دیگر در مقابل ناامن کردن خلیج فارس توسط جمهوری اسلامی، با نیروی دریایی ایران درگیر شد و عملاً آن را نابود کرد.

## روابط دیپلماتیک

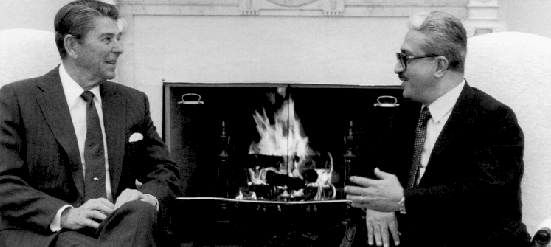
ملاقات رونالد ریگان و طارق عزیز در سال ۱۹۸۴ در راستای ادامه کمک‌های آمریکا به عراق

آمریکا از سال ۱۹۷۲ تا اواسط جنگ ایران و عراق در بغداد صرفاً یک دفتر حفاظت منافع با ۱۴ دیپلمات داشت. در نوامبر ۱۹۸۴ آمریکا رسماً سفارتی در عراق گشود. بدین ترتیب بعد از گذشت ۱۷ سال از قطع روابط دیپلماتیک بین دو کشور، این دو کشور مجدداً شروع به برقراری مناسبات سیاسی نمودند. دولت ریگان عراق را از فهرست دولت‌های حامی تروریسم خارج کرد تا عراق بتواند از وام‌های بانک صادرات واردات آمریکا استفاده کند.
کنت تیمرمن، کارشناس مسائل سیاسی ایران در همین زمینه می‌نویسد:
برژینسکی اجازه داد صدام در حمله به ایران چراغ سبزی را برای خود تصور کند، چرا که چراغ واضح قرمزی در کار نبود. اما اینکه حمله عراق به ایران را نتیجه نقشه و برنامه‌ریزی آمریکا بدانیم اصلاً صحیح نیست. صدام دلایل خودش را برای حمله به کشور ایران داشت، و همان دلایل برای این اقدامش کفایت می‌کرد.
بر طبق نوشته‌های برژینسکی، آمریکا حتی در واکنش به تحرکات نظامی اتحاد جماهیر شوروی در مرزهای ایران در اوایل جنگ، به مسکو هشدار داده بود که در صورت اشغال ایران توسط شوروی، آمریکا به نفع ایران و علیه عراق وارد جنگ خواهد شد.
برخی از کارشناسان، پدیدار شدن سیاست‌های ضدایرانی آمریکا را واکنشی نسبت به واقعه گروگان‌گیری سفارت آمریکا در تهران دانسته‌اند. به‌طور مثال گری سیک از کارشناسان سیاسی خاورمیانه و از اعضای شورای امنیت ملی دولت آمریکا در دولت جیمی کارتر می‌گوید:
پس از واقعه گروگانگیری در تهران (در نوامبر ۱۹۷۹) دیدگاه بسیار قالبی در آمریکا و به ویژه از طرف شخص برژینسکی وجود داشت که ایران را باید به‌طور همه‌جانبه تنبیه کرد. بیانیه‌های عمومی که او صادر می‌کرد بر این مضمون تأکید داشتند که آمریکا مانعی بر سر تحرکات عراق بر ضد ایران نمی‌بیند.
پس از آزادسازی خرمشهر و دیگر نقاط اشغال شدهٔ ایران، و تهاجم نیروهای ایرانی به خاک عراق (در راستای سیاست «آزادسازی کربلا») که نهایتاً تا حد تصرف شبه‌جزیره فاو در خاک عراق پیش رفت، آمریکا تصمیم به اتخاذ سیاست‌هایی به‌نفع عراق به منظور حفظ توازن در جنگ نمود تا مانع از پیروزی ایرانیان و سقوط دولت صدام گردد.

## برخی از کمک‌های نظامی

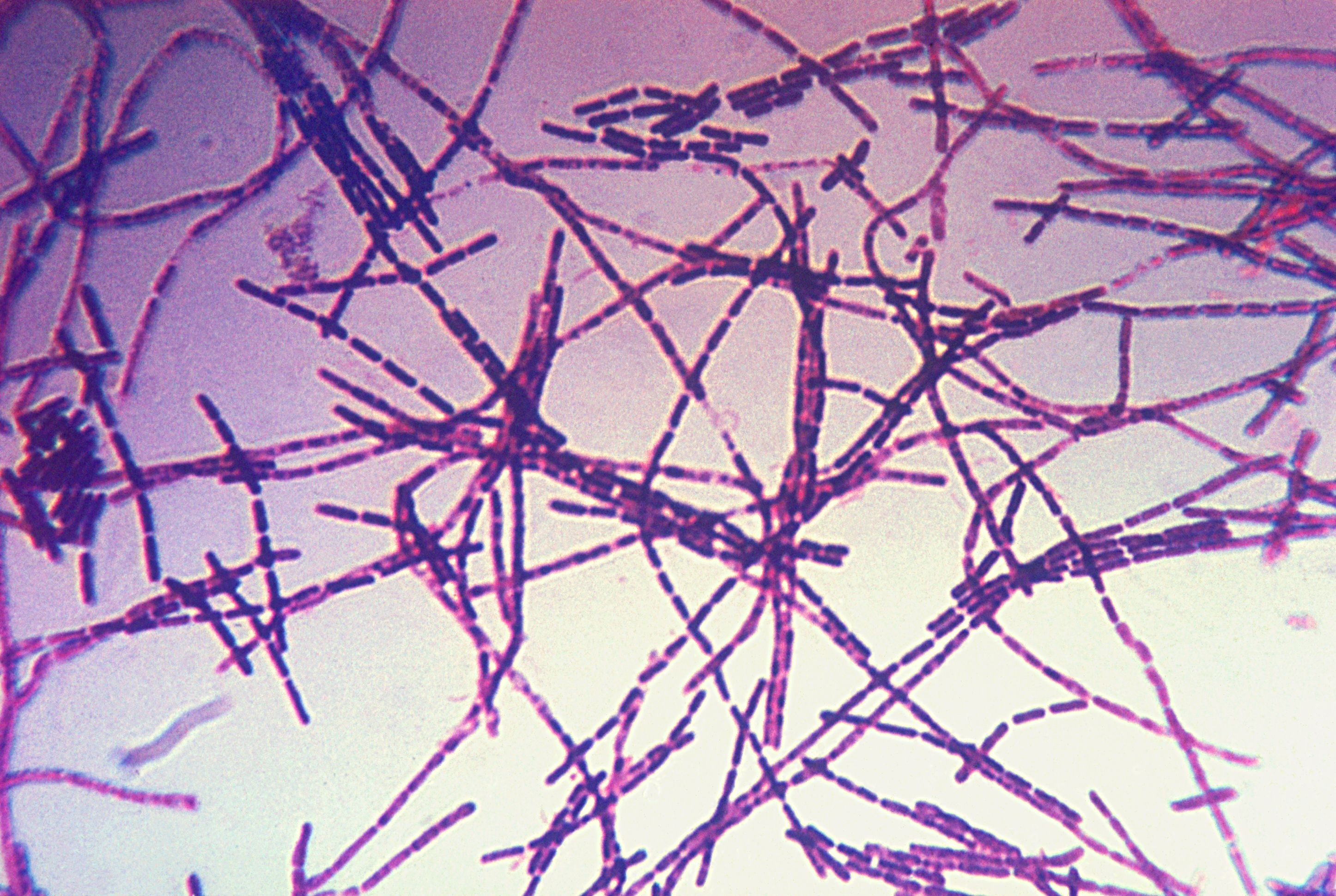
به گفتهٔ دیوید کلی، متخصص سلاح‌های شیمیایی، عراق ۸ سویه از سیاه‌زخم در سال ۱۳۶۴ از شرکتی در آمریکا به نام American Type Culture Collection خریداری کرد.

- وزارت دفاع آمریکا اطلاعات و مشخصات دیپلمات‌های ایرانی و برنامه‌های تدوین شده برای حمله به ایران، با ذکر نقاط حساس برای بمباران نقاط مختلف ایران را به‌طور دائم در اختیار دولت عراق قرار می‌داد.[۲۴]
- نوامبر ۱۹۸۳ آمریکا در بیانیه‌ای اعلام کرد که «دولت آمریکا هر آنچه لازم، و از نظر قانون موجه، است را انجام می‌دهد تا عراق در جنگ با ایران مغلوب نشود».[۲۵]
- به گفته وبسایت نشریه فارین پالیسی (سیاست خارجی) چاپ واشینگتن، آمریکا در جریان جنگ ایران و عراق با وجود اطلاع از تصمیم عراق برای استفاده از سلاح‌های شیمیایی، کمک‌های اطلاعاتی در اختیار عراق گذاشت. این کمک‌ها پس از پیش‌بینی پیروزی‌هایی استراتژیک ایران در جبهه‌های نبرد و برای جلوگیری از پیروزی ایران در اختیار عراق گذاشته شد.[۹]
- خبرگزاری آمریکایی یونایتدپرس پس از دستگیری صدام در گزارشی نوشت "این حقیقت نیز اکنون آشکار شده‌است که برنامه‌های شیمیایی و میکروبی صدام در دههٔ ۸۰ میلادی بدون حمایت آمریکا ممکن نبوده‌است.[۲۶]
- در این گزارش پیتر گالبری، یکی از کارمندان وقت کمیتهٔ روابط خارجی سنای آمریکا می‌گوید که «حقیقت این است که هر گاه عراق قوانین بین‌المللی را نقض می‌کرد و از جنگ‌افزار کشتارجمعی استفاده می‌کرد، بیش از پیش، کمک‌ها و حمایت‌های مالی و سیاسی از آمریکا دریافت می‌کرد» و می‌افزاید: «قطعاً ما بر رفتار صدام تأثیر داشتیم زیرا او را به این باور رسانده بودیم که بسیار مهم است که به علت قتل‌هایی که داخل کشور خود انجام می‌دهد، تحت تعقیب قرار نگیرد.»"[۲۷]
- آمریکا در سال ۱۹۸۴، ۴۸ فروند هلیکوپتر نظامی بل ۲۱۴اس‌تی به عراق تحویل داد.[۲۸] در حالی‌که کارخانه تولیدکننده این هلیکوپتر متعلق به ایران بوده و این هلیکوپتر به سفارش محمدرضا پهلوی و به‌طور انحصاری برای ایران سفارش داده شده بود. با پیروزی انقلاب ۱۳۵۷، دولت وقت آمریکا این کارخانه را مصادره کرد.
- شرکت علمی American Type Culture Collection یک بار در ۱۹۸۶ مجموعه‌ای از عوامل بیماری‌زا شامل سه سویه باکتری عامل سیاه‌زخم، ۵ نوع سم بوتولینوم و سه‌گونه بروسلا به دانشگاه بغداد فروخت. درخواست عراق برای این عوامل بیماری‌زا بار دیگر در ۱۹۸۸ به دلیل خصومت دو طرف با ایران پذیرفته شد و این‌بار ۱۱ گونه از این عوامل از جمله ۴ نوع سیاه‌زخم به این کشور ارسال شد. نهایتاً در ۱۹۸۹ آمریکا فروش سیاه‌زخم و عوامل بیماری‌زای دیگر را به عراق، ایران، لیبی و سوریه ممنوع کرد.[۲۳]
- ارائه اطلاعات ماهواره‌ای و الکترونیکی از آرایش نیروهای ایرانی و مواضع آن‌ها و مشاوره جهت تحکیم آرایش نظامی نیروهای عراقی[۲۹]

### تأثیر کمک‌های نظامی آمریکا به عراق بر اقتصاد آمریکا
اقتصاد آمریکا در سال‌های آغازین دهه ۸۰ میلادی ارتباط مستقیمی با جنگ ایران و عراق و صادرات تجهیزات نظامی و تکنولوژی به این کشور داشت.
با شروع سال ۱۹۸۰، اقتصاد آمریکا وارد سومین رکود از زمان پیدایش آمریکا گردید. از این سال کاهش تولید ناخالص داخلی آمریکا آغاز گردید. اما با تمهیداتی که توسط سیاستمداران آمریکا اندیشیده شد، اقتصاد آمریکا موفق شد در پایان سال ۱۹۸۱ از حالت رکود خارج شده، میزان بیکاری کاهش و تولید ناخالص داخلی این کشور افزایش یابد. با آغاز جنگ ۸ ساله آمریکا توانست حجم قابل توجهی از مایحتاج نظامی عراق را تأمین کند. این صادرات تجهیزات و تکنولوژی تا سال ۱۹۸۲ که اقتصاد آمریکا توانست از شرایط رکود خارج شود به صورت گسترده ادامه یافت.
در این سال‌ها بر شمار کارخانه‌های اسلحه‌سازی و تولیدکننده تجهیزات نظامی افزوده شد. افتتاح کارخانه‌های جدید نیازمند به خدمت گرفتن میلیون‌ها نیروی کاری بود که این نیرو از میان بیکاران آمریکا جمع‌آوری شد. از این طریق مشکل بیکاری آمریکا تا اندازهٔ زیادی حل شد.
از طرف دیگر آمریکا با تولید سلاح و تجهیزات نظامی، ارزش افزوده زیادی بدست آورد. همین مسئله باعث رشد تولید ناخالص داخلی آمریکا شد.
آمریکا با کمک درآمدهای صادراتی و درآمدهای ناشی از تولید کارخانه‌های اسلحه سازی، به افزایش سرمایه‌گذاری در بخشهای دیگر اقتصاد پرداخت و باعث از بین رفتن رکود در این بخشها نیز شد.

## برخی از کمک‌های اطلاعاتی

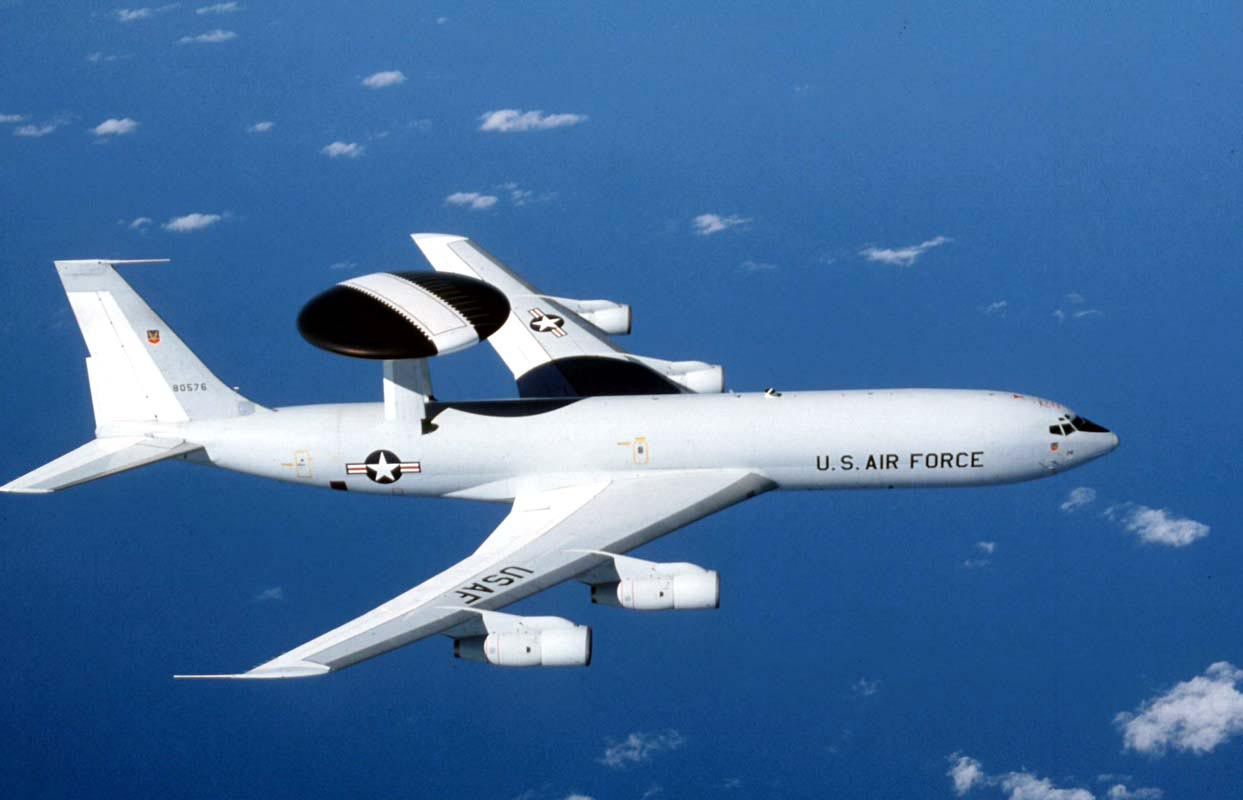
نیروی هوایی آمریکا با دستور سازمان سیا اطلاعاتی را که توسط هواپیماهای آواکس این نیرو از مواضع ایران دریافت می‌کرد، در اختیار ارتش عراق قرار می‌داد.

رونالد ریگان شخصاً به ویلیام کیسی (رئیس سازمان سیا) دستور می‌دهد که جهت جلوگیری از شکست عراق در جنگ با ایران، می‌بایست سازمان سیا به این کشور کمک اطلاعاتی نماید.
- قبل از شروع جنگ، آمریکا اطلاعات حساس نظامی ایران را که شامل نقاط ضعف ارتش ایران و مراکز حساس نظامی بود، در ملاقاتهایی با بعضی رجال سیاسی و نظامیان مخالف سید روح‌الله خمینی دریافت و آن‌ها را از طریق عربستان سعودی به دست سازمان اطلاعات عراق می‌رساند. ابوالحسن بنی‌صدر یکی از افرادی بود که در اوایل ژوئیه ۱۹۸۰ چندین ملاقات با نمایندگان آمریکا در پاریس انجام داد.[۳۳]
- در ۳۰ سپتامبر ۱۹۸۰ نیروی هوایی آمریکا ۵ فروند هواپیمای شناسایی آواکس را جهت شناسایی عملیات‌های هوایی نیروی هوایی ایران و اطلاع‌رسانی آن‌ها به ارتش عراق، به عربستان سعودی منتقل کرد.[۳۴]
- سازمان سیا از سال ۱۹۸۰ شروع به در اختیار گذاردن تصاویر هوایی به رژیم بعث عراق کرد. این تصاویر توسط ماهواره‌های جاسوسی آمریکا از مواضع نیروهای نظامی ایران و تأسیسات نفتی ایران گرفته شده بود.[۳۵] این کمک‌رسانی اطلاعاتی تا برقراری آتش‌بس میان ایران و عراق ادامه پیدا کرد.[۳۲]
- بر اساس اسناد تازه افشا شده CIA دولت آمریکا با در اختیار قرار دادن اطلاعات به صدام او را به‌طور گسترده در حملات شیمیایی یاری کرده‌است. به دنبال اینکه ایران توانست حفره ای در خطوط دفاعی عراق پیدا کند که با استفاده از آن بتواند بصره را فتح کند و احتمال سقوط ارتش عراق وجود داشت، ریگان رئیس‌جمهور وقت آمریکا در پاسخ به گزارش سیا نوشت: پیروزی ایران غیرقابل قبول است. آمریکا تصاویر ماهواره ای دقیق از تحرکات نیروهای ایرانی را به ارتش عراق ارائه کرد. طبق اسناد اطلاعات ارائه شده به قدری دقیق بود که به عنوان بسته‌های هدف‌گیری یاد می‌شد. آمریکا چگونگی استفاده از سلاح‌های شیمیایی را هم به عراق آموزش داد. در یکی از گزارش‌های سیا آمده‌است: «اگر عراقی‌ها مقادیر زیادی گاز خردل تولید کنند به قطع از آن علیه ایران استفاده می‌کنند.»[۳۶]

- در سال ۱۳۸۱ شمسی، وفیق سامرایی، رئیس پیشین سرویس اطلاعات عراق، در مصاحبه‌ای به کمک‌های فراوان اطلاعاتی آمریکا و غربی‌ها به عراق در مقابل ایران اعتراف نموده و بیان کرد که «اگر این کمک‌ها نبود، ایرانیان بصره را تصرف می‌کردند.»[۳۷]

### اعترافات خلبان‌های وی آی پی عراق
در یکی از عملیات‌های نیروی هوایی عراق در ۲۷ ژانویه ۱۹۸۳ دو گروه چهار فروند سوخوی ۲۲ از اسکادران ۶۹ ام به سردستگی سرگرد رجبیان و کاپیتان المکفی به عنوان فرمانده گروه، آغاز به عملیات هوایی برای بمباران و از بین بردن رادار تشخیص زود هنگام نیروی هوایی ایران در کرج کردند. آن‌ها توسط چهار فروند میگ ۲۳ از اسکادران هوایی ۷۳ ام نیروی هوایی عراق اسکورت می‌شدند. این گروه عملیاتی کوتاه زمانی پس از نفوذ به حریم هوایی ایران، توسط دو فروند هواپیمای اف ۴ پایگاه سوم شکاری نیروی هوایی ایران رهگیری شدند و فرماندهی هر دو دسته هوایی توسط هواپیماهای ایرانی مورد هوف قرار گرفته و ساقط شدند. خلبان‌های هواپیماهای ساقط شده سرگرد رجبیان، باجناغ ژنرالعدنان خیرالله وزیر دفاع وقت عراق و کاپیتان المکفی یکی از ستاره‌های نیروی هوایی عراق بود که بارها مورد تشویق شخص صدام قرار گفته بود. هر دو این خلبان‌ها به دلیل موقعیت نظامی ویژه اشان پس از دستگیری با احترام نظامی برخورد شدند و مورد بازجویی افسران ویژه ارتش ایران قرار گرفتند. بر خلاف تصور بازجویان هر دو این فرماندهان بشدت از شیوه فرماندهی جنگی عراق و شخص صدام ناراضی بودند. از یافته‌های این بازجویی علاوه بر آنکه ایرانی‌ها از جزءیات عملیات‌های توپولوف ۲۲ نیروی هوایی عراق مطلع شدند آن‌های دریافتند که مرکز فرماندهی و کنترل نیروی هوایی عراق در نخیب در نزدیکی مرز عربستان سعودی به صورت روزانه گزارش‌های اطلاعاتی از طرف ایالات متحده دریافت می‌کنند که شامل است بر محل گشت زنی جنگده‌های رهگیر نیروی هوایی ایران، و اینکه کدام سایت سام ایرانی فعال است. با این اطلاعات ایرانی‌ها از نحوه اینکه چگونه هواپیماهای جنگی عراقی‌ها از مناطقی که نیروی هوایی و پدافند هوایی ایران فعال است خودداری می‌کنند. این اطلاعات فرماندهان عالی نیروی هوایی را چندان متحیر نکرد. آن‌ها مدعی شدند از مدت‌ها پیش از ازاینکه‌خلبانان‌عراقی به نحوی مروموز از پرواز در مناطق سیستم‌های راداری فعال ایرانی اجتناب می‌کنند. همچنین به نظر می‌رسید آن‌ها از محل پرواز هواپیماهای اف-۱۴ ایرانی آگاهی دارند و همواره پروازهای عملیاتی آن‌ها در خارج از محدوده گشت اف-۱۴های ایرانی طراحی و اجرا می‌شد.